# Гийом де Лален
Гийом де Лален (фр. Guillaume de Lalaing; конец XIV века — 27 августа 1475) — сеньор де Лален, Бюньикур, Бребьер и Нуайель-Вьон — бургундский государственный деятель и дипломат, великий бальи Эно, статхаудер Голландии, Зеландии и Фрисландии.

## Биография
Сын Отона II де Лалена и Иоланды де Барбансон.
Участвовал в войне крючков и трески, и 13 января 1426 был тяжело ранен в битве бургундцев с англичанами при Бруверсхафене. Проспер де Барант ошибочно пишет, что он погиб в этом сражении.
В 1441 унаследовал от отца сеньории Лален, Бюньикур, Фрессен и Орден, а также должность сенешаля Остревана.
Служебная карьера Гийома де Лалена претерпевала взлеты и падения, в зависимости от обстоятельств, но, по мнению Леопольда Девиллера, его преданность и отвага не могут быть поставлены под сомнение.
С 24 июля 1427 по 21 января 1431 он занимал должность великого бальи Эно, переданную затем Жану де Крою.
В 1438 году Гийом был направлен послом в Англию. Вернув расположение Филиппа Доброго, он в 1440 получил назначение на пост статхаудера Голландии, Зеландии и Западной Фрисландии, но в 1445 году потерял его из-за своей позиции в возобновившемся противостоянии крючков и трески. Также в 1444 году был генеральным наместником в завоеванном бургундцами герцогстве Люксембург. После этого герцог больше не назначал его губернатором, и использовал, в основном, для дипломатических миссий.
В 1468 году участвовал во взятии Льежа. Был придворным герцогини Бургундской.

## Семья
Жена (ок. 1418): Жанна де Креки («Старая», ум. 1495), дочь Жана IV де Креки и Жанны де Руа, вдова Робера де Ваврена, сенешаля Фландрии, убитого при Азенкуре
Дети:
- Жак де Лален (ок. 1420/1421—3.07.1453), «Добрый Рыцарь без страха и сомнения»
- Жан де Лален (ок. 1421—12.1498), барон де Лален, сеньор де Бюньикур
- Филипп де Лален (ок. 1430—16.07.1465), «Рыцарь дамы Крыльца феи»
- Антуан де Лален (ум. 8.01.1470), сеньор де Бюньикур. Жена: Мари де Нуайель-Вьон
- Иоланда де Лален (ум. 15.08.1497). Муж (после 1445): Рено II ван Бредероде, герр ван Вианен, бургграф Утрехта (1414/1415—1473)
- Изабелла де Лален. Муж: Пьер де Энен-Льетар, сеньор де Буссю (1433—1490)

Бастард:
- Жан, бастард де Лален. Жена: Перонна Гибо, дочь Жана Гибо

На витраже в церкви кармелитов в Валансьене были изображены коленопреклоненные Гийом де Лален с супругой в окружении гербов Лалена, Барбансона, Креки, Руа, Монтиньи, Рассенгьена, Бетюна, Хавескерка. В церкви Лаллена находится великолепное надгробие, украшавшие его статуи из серого камня ныне хранятся в музее Дуэ.